# Barnaba (Stawrowuniotis)
Barnaba, nazwisko świeckie Stawrowuniotis (ur. 10 stycznia 1958 w Limassol) – cypryjski biskup prawosławny.

## Życiorys
W 1980 ukończył studia teologiczne na uniwersytecie w Salonikach. W roku następnym wstąpił do klasztoru Stawrowouni. Tam też w 1983 złożył wieczyste śluby mnisze, po czym przyjął święcenia diakońskie. W 1985 został wyświęcony na kapłana.
21 lipca 2007, na mocy wydanej dzień wcześniej decyzji zjazdu duchowieństwa i świeckich, został konsekrowany na ordynariusza eparchii Trimithous.